# Leśnica (dopływ Brennicy)
Leśnica – potok, lewostronny dopływ Brennicy o długości 9,57 km i średnim spadku 4%.
Potok płynie w Beskidzie Śląskim, na terenie Brennej. Jego źródła znajdująsię na wysokości ok. 780 m n.p.m., na północnych stokach grzbietu łączącego Przełęcz Salmopolską z Jawierznym. Spływa wąską doliną w kierunku początkowo północno-zachodnim, a niżej północnym. Uchodzi do Brennicy ok. 1,5 km poniżej centrum Brennej na wysokości 395 m n.p.m. Od wschodu dolinę Leśnicy ogranicza grzbiet Starego Gronia, natomiast od zachodu – Pasmo Równicy.
Nazwa potoku, wzmiankowana już w urbarzu z 1621 r., pochodzi zapewne od lasów porastających jego dolinę, zasiedloną później niż sąsiednia dolina Brennicy.
W dolinie Leśnicy i na otaczających ją stokach szereg osiedli i przysiółków, obejmowanych łączną nazwą Leśnica. Pomimo tego, że i tu powstało w ostatnich kilkunastu latach szereg pensjonatów i mniejszych ośrodków wypoczynkowych, Leśnica jest znacznie spokojniejsza i bardziej kameralna niż centralna część Brennej w dolinie Brennicy.
Z doliny Leśnicy prowadzą znakowane szlaki turystyczne:
- żółty na grzbiet Starego Gronia – 1 godz., z powrotem 45 min.;
- żółty na Orłową – 1 godz. 15 min., z powrotem 1 godz.;
- zielony na Stary Groń – 45 min., z powrotem 25 min.;
- zielony na Trzy Kopce Wiślańskie przez Gronik – 1 godz. 10 min., z powrotem 50 min.